# 3-Hidroxibenzoato de metila
3-Hidroxibenzoato de metila é o composto orgânico, fenol e éster do ácido 3-hidroxibenzoico com o álcool metanol, de fórmula linear HOC6H4CO2CH3 e massa molecular 152,15. Apresenta ponto de fusão 70-72 °C e ponto de ebulição 280-281 °C a 709 mmHg. É classificado com o número CAS 19438-10-9, número de registro Beilstein 2208129, número EC 243-071-5, número MDL MFCD00002295 e PubChem Substance ID 24855238.